# Franciszek Tatula
Franciszek Tatula (ur. 26 listopada 1889 roku w Poznaniu, zm. 1946) – artysta malarz, twórca pocztówek, rycin i obrazów Poznania. Działacz POW na terenie Poznania.

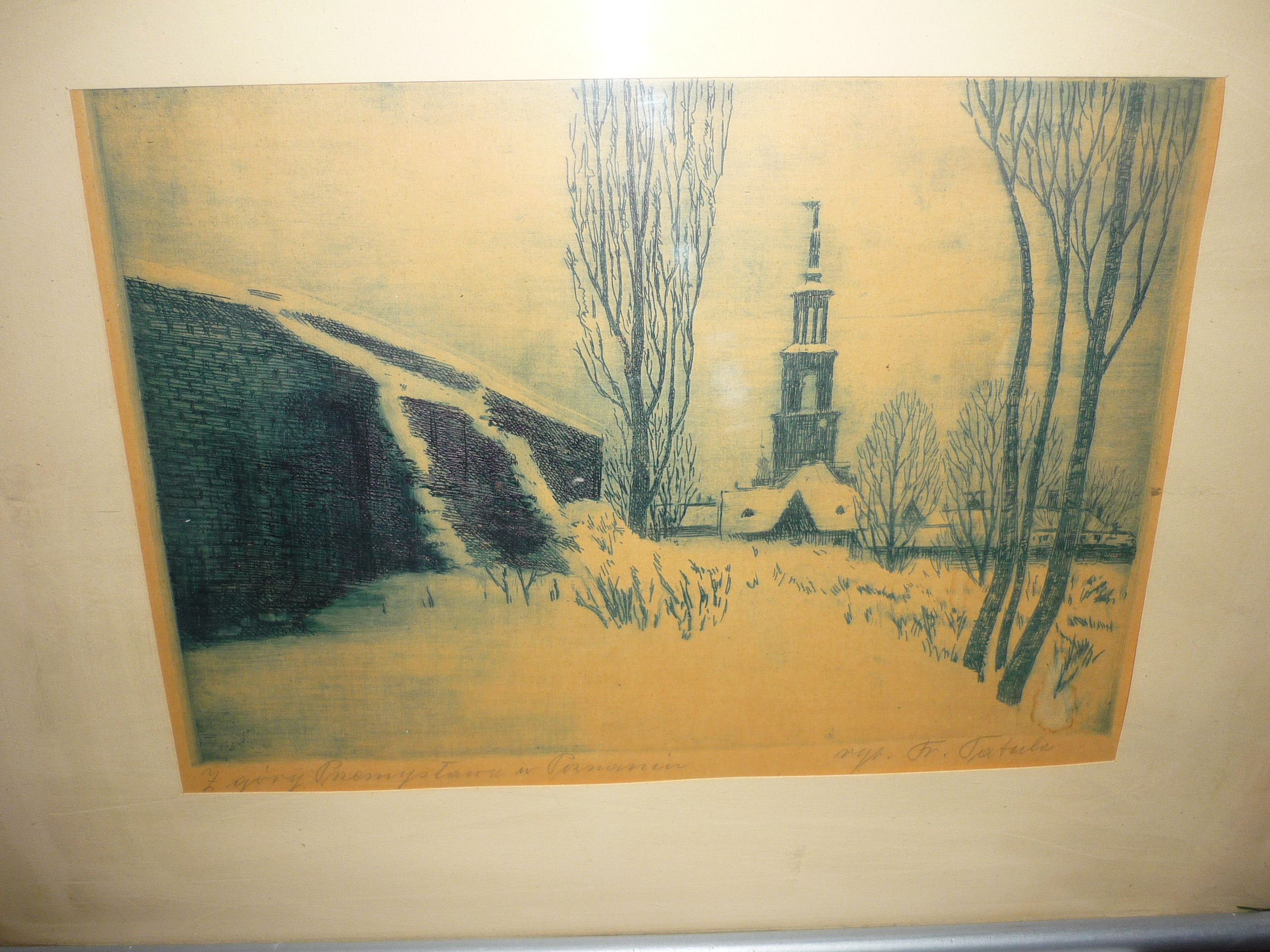
Widok ze Wzgórza Przemysława w Poznaniu, Franciszek Tatula